# Juniorvärldsmästerskapen i skidskytte
Juniorvärldsmästerskapen i skidskytte genomförs sedan 1967 för herrar och för damer sedan 1989. Det första mästerskapet ägde rum i östtyska Altenberg. Åldern på de deltagande idrottarna är under 20 år. År 2000 beslutade IBU att varje år vid junior-VM att det skulle delas in i två åldersklasser. Den 24 juni 2009 beslöts att Nové Město na Moravě (Tjeckien), Kontiolax (Finland) och Obertilliach (Österrike), skulle arrangera junior-VM 2011, 2012 och 2013. Obertilliach (Österrike) arrangera även JVM 2021 där bland annat Erika Österman tävlande för Häverödal SK deltar. 
Junior-VM 1967 till 1988 ägde rum under samma period och på samma plats som senior-VM.

## Arrangörsorter
| År   | Arrangörsort          |
| ---- | --------------------- |
| 1967 | Altenberg             |
| 1968 | Luleå                 |
| 1969 | Zakopane              |
| 1970 | Östersund             |
| 1971 | Tavastehus            |
| 1972 | Linthal               |
| 1973 | Lake Placid           |
| 1974 | Minsk                 |
| 1975 | Antholz               |
| 1976 | Minsk                 |
| 1977 | Vingrom (Lillehammer) |
| 1978 | Hochfilzen            |
| 1979 | Ruhpolding            |
| 1980 | Sarajevo              |
| 1981 | Lahtis                |
| 1982 | Minsk                 |
| 1983 | Antholz               |
| 1984 | Chamonix              |
| 1985 | Egg am Etzel          |
| 1986 | Falun                 |

| År   | Arrangörsort    |
| ---- | --------------- |
| 1987 | Lahtis          |
| 1988 | Chamonix        |
| 1989 | Voss            |
| 1990 | Sodankylä       |
| 1991 | Galyatető       |
| 1992 | Canmore         |
| 1993 | Ruhpolding      |
| 1994 | Osrblie         |
| 1995 | Andermatt       |
| 1996 | Kontiolax       |
| 1997 | Forni Avoltri   |
| 1998 | Valcartier      |
| 1999 | Pokljuka        |
| 2000 | Hochfilzen      |
| 2001 | Chanty-Mansijsk |
| 2002 | Ridnaun         |
| 2003 | Kościelisko     |
| 2004 | Haute Maurienne |
| 2005 | Kontiolax       |
| 2006 | Presque Isle    |

| År   | Arrangörsort         |
| ---- | -------------------- |
| 2007 | Martell              |
| 2008 | Ruhpolding           |
| 2009 | Canmore              |
| 2010 | Torsby               |
| 2011 | Nové Město na Moravě |
| 2012 | Kontiolax            |
| 2013 | Obertilliach         |
| 2014 | Presque Isle         |
| 2015 | Minsk                |
| 2016 | Cheile Grădiştei     |
| 2017 | Osrblie              |
| 2018 | Otepää               |
| 2019 | Osrblie              |
| 2020 | Lenzerheide          |
| 2021 | Obertilliach         |
| 2022 | Soldier Hollow       |
| 2023 | Sjtjutjinsk          |
| 2024 | Otepää               |
| 2025 | Östersund            |